# Trimeria howardi
Trimeria howardi är en stekelart som beskrevs av Berton 1911. Trimeria howardi ingår i släktet Trimeria och familjen Masaridae. Inga underarter finns listade i Catalogue of Life.